# KUS-9
KUS-9은 대한항공에서 개발중인 사단급 UAV이다. 지식경제부, 대한항공, 화인텔레콤 등이 개발에 참여했으며, 활주로 없이 트레일러 방식의 소형 발사대로 발사하고, 90kmh 속도로 날아와 그물망에 걸려 착륙한다.

## 역사
대한항공은 2007년 반경 50 km 영역을 주야간 정찰 감시할 수 있는 KUS-7 개발에 성공했다.
대한항공은 일반적으로 여객운송 기업으로 알려져 있으나, 대전에 대한항공 기술연구원이 있어서, 항공기 개발도 하고 있다.
한국 육군은 2010년 현재 KAI에서 제작한 다섯 세트의 RQ-101 송골매 군단급 UAV를 운용 중이다. 한 세트당 6기의 무인항공기, 발사대, 지상통제기 등으로 구성되어 있다. 한국의 군단급 무인기는 KAI에서 2000년에 개발한 비조(송골매)와 이스라엘제 서처 II가 있다.

## 특징
150 kg 사단급 무인기 KUS-9, 3.5 톤 중고도 무인기 KUS-15는 모두 미국의 5톤 MQ-9 리퍼와 같은 V자형 꼬리날개를 가졌다.
KUS-9는 탄소강화 섬유 플라스틱 소재로 만들어 시속 90 km의 속도로 비행이 가능하고, 작전반경은 60 km에 달하는 것으로 알려졌다.
KUS-9는 활주로 없이 새총처럼 트레일러 방식의 소형 발사대로 발사하고, 그물망으로 회수하는 것이 가장 큰 특징이다.
KUS-9은 고정익기면서 특이하게 바퀴가 아닌 스키드를 장착하고 있는데, 개발 도중 얻은 노하우를 바탕으로 장착됐다고 한다. “주로 그물망을 이용해 착륙하기 때문에 굳이 비싼 바퀴를 달지 않아도 된다.”고 밝혔다.
KUS-9 무인항공기 크기는 길이 3.4m, 무게 150kg이다. 최고 속도는 시속 210km, 한 번 이륙하면 하늘에 8시간 머물 수 있다. 미국의 경쟁제품인 쉐도우-200보다 체공시간이 세 시간 길다. 지상과의 통신거리는 80km이고 감시거리는 주간 5.5km, 야간 9.2km에 달한다. 비행기와 지상 통제소를 연결해주는 데이터링크 시스템을 통해 무인항공기에서 찍은 사진이나 화면은 실시간으로 지상에 전송된다. KUS-9은 활주로 없이도 발사대로 이륙시킬 수 있고, 별도의 착륙시설 없이 그물망으로 회수할 수 있는 게 장점이다. 양인근 대한항공 무인기사업부 차장은 “그동안 개발된 국산 무인항공기에 비해 무게를 절반으로 줄였다”며 “가격도 30%가량 싼 150억원까지 내렸다”고 말했다.

## 사단급 무인기
한국은 2014년부터 30여대의 사단급 무인기를 실전배치할 예정이다. KAI의 나이트 인터루터 100과 대한항공의 KUS-9이 후보기종이며, 둘 다 2009년 시험비행을 마쳤다.
2010년 한국 국방부는 대한항공의 KUS-9을 사단급 무인기(DUAV)로 선정하였다.
북한이 1993년 러시아 야코블레프 프첼라 사단급 무인기를 다수 배치한 것에 비해, 한국은 2014년 KUS-9 첫 실전배치를 계획중이어서, 21년이나 뒤쳐져 있다.

## 전략 무인기
무인기는 대대급 연대급 사단급 군단급 전략 무인기로 나뉘며, 전략 무인기는 다시 중고도 무인기와 고고도 무인기로 나뉜다.
대한항공은 2008년 중고도 무인기 KUS-15의 주개발업체로 선정되었다.

## 제원
일반 특성
- 길이: 3.4 m
- 폭: 4.2 m
- 무게: 150 kg

성능
- 최고고도: 4 km
- 최대속도: 210 kmh
- 순항속도: 140 kmh
- 체공시간: 8 시간
- 최대통신거리: 80 km (주야 탐지거리 25 km, 인지거리 12 km)
- 초도비행: 2009년 12월
- 실전배치: 2014년

## 같이 보기
- 비조: KAI에서 개발한 군단급 무인기
- RQ-2 파이오니어: 비조와 동급인 파이오니어 항목에는 사진이 많이 등록되어 있다. 비조의 이해에 도움이 된다.
- 서처 II: 파이오니어 보다 훨씬 고성능의 UAV. 한국은 군단급 무인기로 비조와 서처를 운용중이다.
- 대한항공 무인항공기: RQ-7 섀도를 한국이 국산화에 성공하였다.
- KUS-15: 대한항공이 개발중인 한국의 중고도 무인기
- 한국형 중고도 무인기 개발사업